# Glaphyrarcha euthrepta
Glaphyrarcha euthrepta is een vlinder uit de familie van de Carposinidae. De wetenschappelijke naam van de soort is voor het eerst geldig gepubliceerd in 1938 door Meyrick.